# میرزا محمدرضاخان صدیق‌الدوله
میرزا محمدرضاخان صدیق‌الدوله از دولت‌مردان دوره قاجار بود.
صدیق‌الدوله در سال ۱۲۳۶ قمری به دنیا آمد. پدرش حاج کریم‌خان وزیر بود. ابتدا معلم مظفرالدین میرزای ولیعهد بود و سپس به وزارت ولیعهد در حکومت آذربایجان برقرار شد. چندی حاکم مازندارن بود و مدتی تولیت آستان قدس رضوی را داشت. او در سال ۱۳۲۳ قمری در هشتاد و هفت سالگی درگذشت و در قبرستان نجف اشرف در نزدیکی امام اول شیعیان به خاک سپرده شد.